# 松本テマリ
松本 テマリ（まつもと てまり、4月8日 - ）は、日本の漫画家、同人作家。長野県出身。
『㋮シリーズ』などのライトノベルの挿絵や、ボーイズラブ漫画を描いている。ペンネームは本人の出身地である松本市と、松本市の伝統工芸品の手毬にちなんで、所属していた同人サークルでの相方・穂高ばるごがつけた。

## 作品リスト

### コミックス
桜桃書房/ガストコミックス
- 王子様のお勉強 ※あすかコミックスCL-DXで新装版あり

ビブロス→リブレ/BE BOY COMICS
- しのぶこころは ※新装版あり
- 先生の事情 ※新装版あり
- 恋★ドル（原作：山葵マグロ）

角川書店→KADOKAWA/あすかコミックスCL-DX
- ぼくらの運勢
- パラダイスへおいでよ! （競作：穂高ばるご）
- ウワサの二人
- 今日から㋮のつく自由業! 1-21 （原作：喬林知）
- ボクとキセキと宝石と（原作：実弥島巧）

エンターブレイン→KADOKAWA/B's-LOG COMICS
- キュビズム・ラブ（原作：芝村裕吏）
- 世界忍者大会記録（原作：芝村裕吏）

### 挿絵

#### 少女小説
角川ビーンズ文庫）
- ㋮シリーズ （著：喬林知）
  - 今日から㋮のつく自由業!
  - 今度は㋮のつく最終兵器!
  - 今夜は㋮のつく大脱走!
  - 明日は㋮のつく風が吹く!
  - 閣下と㋮のつくトサ日記!?
  - きっと㋮のつく日が昇る!
  - いつか㋮のつく夕暮れに!
  - 天に㋮のつく雪が舞う!
  - 地には㋮のつく星が降る!
  - お嬢様とは仮の姿!
  - めざせ㋮のつく海の果て!
  - 息子は㋮のつく自由業!
  - これが㋮のつく第一歩!
  - やがて㋮のつく歌になる!
  - 宝は㋮のつく土の中!
  - 箱は㋮のつく水の底!
  - 今日から㋮王!?クマハチ☆すぺしゃる
  - 今日から㋮王!?
  - 砂は㋮のつく途の先!
  - 故郷へ㋮のつく舵をとれ!
  - 眞㋮国より愛をこめて
  - 前は㋮のつく鉄格子!
  - 後は㋮のつく石の壁!
- 王子はいつでもガチ勝負!（著：望月もらん）
  - はじまりは神剣、だろ?
  - いきなり漂流、だろ?
  - それでも盟友、だろ?
- 男装騎士の憂鬱な任務シリーズ 全二巻（著：さき）

集英社/コバルト文庫
- 青桃院学園風紀録シリーズ （著：真堂樹）
  - フツウじゃないだろ!
  - キケンじゃないだろ!
  - スリルがあるだろ!
  - オモチャがすきだろ!
  - ヒミツがあるだろ!
  - キメてもいいだろ!
  - ボウケンするだろ!
  - フジュンじゃないだろ!
  - カゲキになるだろ!
  - ホンキでいくだろ!
  - トリコにするだろ!
  - ミダレりゃいいだろ!
  - オトナになるだろ!
  - シュヤクになるだろ!
  - ケッコンするだろ!
- グランドマスター! シリーズ （著：樹川さとみ）
  - 総長はお嬢様
  - 呪われた女騎士?
  - 道連れは王子さま
  - のこされた神の郷
  - 姫総長は失業中!?
  - あらたなる旅立ち?
  - 聖都をめざせ
  - 折れた聖杖
  - 刻まれた聖痕
  - 黎明の繭
  - 名もなき勇者の物語
- 王立魔法士アカデミーシリーズ（著：真堂樹）
  - ウィー・バレンタインと俺サマな竜
  - 性悪ドラゴンと禁断のスペル
- 僕の第六天魔王シリーズ（著：金沢有倖）
  - 僕の第六天魔王
  - 本能寺から変

エンターブレイン/ビーズログ文庫
- テキトー王子シリーズ（著：汐見まゆき）
  - テキトー王子、父になる!（七人）。
  - テキトー王子、嵌められる!(三回)。
  - テキトー王子、結ばれる!(九人)。
- キュビズム･ラブ 〜悩める博士と恋する小箱〜（著：芝村裕吏）

一迅社文庫アイリス
- 灰かぶり姫と吸血鬼シリーズ（著：かたやま和華）
  - ブラッディ・ガーネットの少年伯
  - ホワイト・ノクターンの恋人たち
  - クイーン・リリスより愛をこめて
- トラブル・ドロップ! シリーズ（著：如月ゆすら）
  - 男の子、拾いました
  - 王子様、拾いました
- BLANCA エディルフォーレの花嫁（著：スイ）
- 転生乙女は恋なんかしないシリーズ（著：小野上明夜）
  - 俺様王様間に合ってます!!
  - 三角関係ご遠慮します!!

講談社X文庫ホワイトハート（青緑カラー）
- ダ・ヴィンチと僕の時間旅行（著：花夜光）
  - ダ・ヴィンチと僕の時間旅行
  - 運命の刻

#### ボーイズラブ小説
桜桃書房/エクリプスロマンス
- ワガママ好きに（著：彼方はるき）
- 無敵のライバル（著：彼方はるき）

オークラ出版/アイスノベルズ
- 地獄のカワイコちゃん（著：加納邑）
- 月夜に恋する盗賊さん（著：加納邑）

オークラ出版/アイス文庫
- 強運恋愛契約事情（著：高月まつり）
- ロックン・ベースボール（著：五百香ノエル）

茜新社/オヴィスノベルズ
- 恋はハチミツ味（著：小笠原あやの）
- ピーチにかぶりつきっ（著：末吉ユミ）

徳間書店/キャラ文庫
- バックステージ・トラップ（著：篁釉以子）
- お手をどうぞ（著：火崎勇）

ハイランド/ラキアノベルズ
- けなげら僕ら（著：高円寺葵子）
- 愛情過剰注意報（著：バーバラ片桐）

ビブロス/ビーボーイノベルズ
- ラシュアワー シリーズ（著：ななおあきら）
  - 危険なラッシュアワー
  - いけないラッシュアワー
- お気に召さないまま!?（著：夢乃咲実）※B‐PRINCE文庫で新装版あり
- キャンディ（著：ひちわゆか）
- コードネームはBee（著：磯崎なお）
- 皇帝シリーズ（著：加納邑）
  - 皇帝は愛妃を娶る
  - 皇帝は恋姫を攫う
  - 皇帝は寵妻を侍らす
  - 皇帝は赤い糸に誓う
  - 皇帝は初嫁を迎える
  - 皇帝は月姫を愛でる
  - 皇帝ともふもふ子育て
  - 皇帝は海姫をとろかす
  - 皇帝は桃香に酔う
  - 皇帝は巫子姫に溺れる
  - 皇帝とラブラブ子育て
- お嫁さまのしきたり（著：夢乃咲実）
- 夫婦になります! （著：夢乃咲実）

講談社X文庫ホワイトハート（紫カラー）
- レッスン シリーズ（著：和泉桂）
  - スウィート・レッスン
  - シークレット・レッスン
  - ラヴァーズ・レッスン
- 凍った恋の溶かしかた（著：藍生有）

白泉社/花丸文庫
- ルームメイトは恋の罪人（著：鈴木あみ）

幻冬舎コミックス/リンクスロマンス
- おいしいヒミツ（著：杏野朝水）
- 純愛しまショウ!（著：彼方はるき）
- とらわれの蜜月（著：和泉桂）
- 束縛の甘い罠（著：バーバラ片桐）

心交社/ショコラノベルス・ハイパー
- マジ恋。（著：立花かれん）

成美堂出版/クリスタル文庫
- 秘めやかな契約（著：和泉桂）

ハイランド/ラキア・スーパーエクストラ
- 主人の本分（著：和泉桂）※幻冬舎ルチル文庫で新装版あり

アスキー・メディアワークス/B-PRINCE文庫
- グレイスドア シリーズ （著：もあいのぼる、原著：乙女ローズ）
  - 5番目の執事
  - 陰謀の姫君
  - 執事たちの華麗な一週間

角川ルビー文庫
- 異世界で恋に落ちました!?（著：天野かづき）

アルファポリス/&arche NOVELS
- 異世界でおまけの兄さん自立を目指す（著：松沢ナツオ）

#### その他
海王社文庫
- 銀河鉄道の夜 朗読CD付（著：宮沢賢治、朗読：櫻井孝宏）

ポプラ文庫ピュアフル
- 五龍世界 WOOLONG WORLD シリーズ 文庫版（著：壁井ユカコ）
  - I  霧廟に臥す龍
  - II  雲谷を駆ける龍
  - III 天鏡に映る龍

富士見L文庫
- 貴族令嬢アイルの事件簿シリーズ（著：橘香いくの）
  - 偽学生、はじめました。
  - 旧図書館の謎と恋のから騒ぎ

KADOKAWA エンターブレイン単行本
- 恋をしたら死ぬとか、つらたんです!（著：みかみてれん、美少女イラスト：依存） ※美少年イラスト担当

小学館文庫キャラブン！
- こっこ屋のお狐さま（著：後藤リウ）
  - こっこ屋のお狐さま
  - 銀の嵐と黒狐

### デザイン
- アニメイト・コンシェルジュ（原作：渡辺圭子）- キャラクターデザイン
- Dear My Lord 〜ラインハート家の執事〜（提供：東映アニメーション）- キャラクター原画

### イラスト集
- 画集「花テマリ」（2005年3月26日発売）
- 画集「㋮Illustrations」（2009年4月8日発売）